# Velo (onderneming)
Velo was een Nederlandse machinefabriek gespecialiseerd in de vervaardiging van wasmachines en tevens filiaalbedrijf in huishoudelijke apparatuur en inrichting die van 1906 tot 1990 actief was en haar eigen producten onder de naam Velo uitbracht. Het bedrijf was achtereenvolgens op drie verschillende locaties gevestigd in de provincie Zuid-Holland.

## Ontstaan
De in 1898 te Schiedam opgerichte importmaatschappij A. van der Laan en Co. importeerde onder meer een betrekkelijk nieuw product, wasmachines, die afkomstig waren uit de Verenigde Staten. In 1904 werd de onderneming omgezet in een nv Importmaatschappij v/h A. van der Laan en Co., onder directie van Johan Maurits Bosch en E van Driesum. In 1905 verhuisde het bedrijf naar een huurpand aan de Aelbrechtskade en nam men tegelijk ook een bestaande rijwielfabriek te Schiedam over. De onderneming startte met de vervaardiging van rijwielonderdelen, waarbij de voormalige bedrijfsleider van Gazelle, Haatje Kema, de leiding had. Zijn kennis met rijwielaandrijving bracht hij over op die van wasmachines en vanwege de overeenkomst in techniek werden de wasmachines Velo (naar Vélocipède) genoemd. In 1906 kwamen de eerste op de markt, in 1908 startte de fabrieksmatige vervaardiging aan de Voorhaven (Schiedam). De waskuip was nog van hout, het bedrijf omvatte dan ook een kuiperij naast een moffel- en galvaniseerinrichting. Ondertussen was de bedrijfsnaam in 1907 gewijzigd in Importmaatschappij nv en vervolgens werd in 1910 de productieafdeling ondergebracht in een aparte onderneming, de Velo Wasmachine Maatschappij nv..

## Groei
In 1914 werd het bedrijf overgebracht naar Delfshaven. Het bedrijf groeide, en was oa ook in België actief. Daar beschikte men in 1920 over 5 depots, te Brugge, Brussel, Namen, Luik en Antwerpen. Het bedrijf moderniseerde haar product: in 1928 kwam het met een elektrisch aangedreven wasmachine op de markt, in 1932 met een geheel metalen. Deze twee nieuwe producten kwamen van het nieuwe productiebedrijf dat in 1926 te Barendrecht tot stand was gekomen. Hier konden zeeschepen de teakhouten stammen afleveren die in eigen zagerij en kuiperij verwerkt werden tot waskuipen, terwijl de overige onderdelen grotendeels ook in eigen werkplaatsen, inclusief een montagehal, werden vervaardigd. Naast de wasmachines werden ook meubels gemaakt. Ondertussen breidde men het net van verkoopfilialen enorm uit. In 1935 waren er 108 vestigingen verspreid over heel Nederland. Verder was Velo naast België ook actief in Frankrijk en Denemarken. In 1938 telde de onderneming in het totaal een 200tal filialen. Bij de Duitse inval in mei 1940 werd de helft van de gebouwen vernield, en verbrandden de voorraden. De naoorlogse (welvaarts)groei leidde tot een grote vraag naar huishoudwasmachines waarvan Velo ook profiteerde. Rond 1950 omvatte het bedrijf naast de kuiperij en zagerij ook een stoffeerderij, meubelmakerij (met eigen producten als pick up kasten) en spuiterij voor metaal en hout. Verder telde men een vijftig tot zeventigtal verkoopfilialen onder eigen naam in den lande. Daarnaast was er een aanzienlijke export, naar oa Zweden, Noorwegen, Egypte en Turkije.

## Verandering
In 1960 was ook bij Velo de houten wasmachine verleden tijd. Maar de nieuwe ontwikkeling naar wasautomaten kon of wilde men niet maken. Vanaf midden jaren zestig kocht Velo wel automaten aan van Italiaanse makelij om deze onder eigen naam te verkopen. Het bedrijf werd steeds minder een zelfstandig productiebedrijf. In 1976 werkten er nog een dertigtal personen, het jaar daarop nam de als bv nog bestaande Importmaatschappij de resterende activiteiten over. Het bedrijf werd een beleggingsmaatschappij, actief in vastgoedbeheer. In 1990 volgde nog de oprichting van de Velo Wasmachine Fabriek Holland bv. die overgeplaatst werd naar Bodegraven.